# Дрёпино
Дрёпино — деревня в Великолукском районе Псковской области России. Входит в состав Шелковской волости.

## География
Расположена на севере района, в 69 км к северу от райцентра Великие Луки и в 11 км к северо-востоку от бывшего волостного центра, деревни Черпесса.

## Население
| 2001 | 2002 | 2010 |
| ---- | ---- | ---- |
| 83   | ↘57  | →57  |

Численность населения деревни по оценке на начало 2001 года составляла 83 жителя.

## История
С января 1995 до декабря 2014 года деревня входила в состав ныне упразднённой Черпесской волости